# Diachrysia stenochrysis
Diachrysia stenochrysis is een vlinder uit de familie uilen (Noctuidae). De wetenschappelijke naam werd voor het eerst geldig gepubliceerd in 1913 door William Warren.
De soort komt voor in Europa.